# Psammostyela delamarei
Psammostyela delamarei is een zakpijpensoort uit de familie van de Styelidae. De wetenschappelijke naam van de soort is voor het eerst geldig gepubliceerd in 1961 door Weinstein.